# 斯維多韋茨山脈
48°15′24″N 24°12′13″E / 48.25667°N 24.20361°E

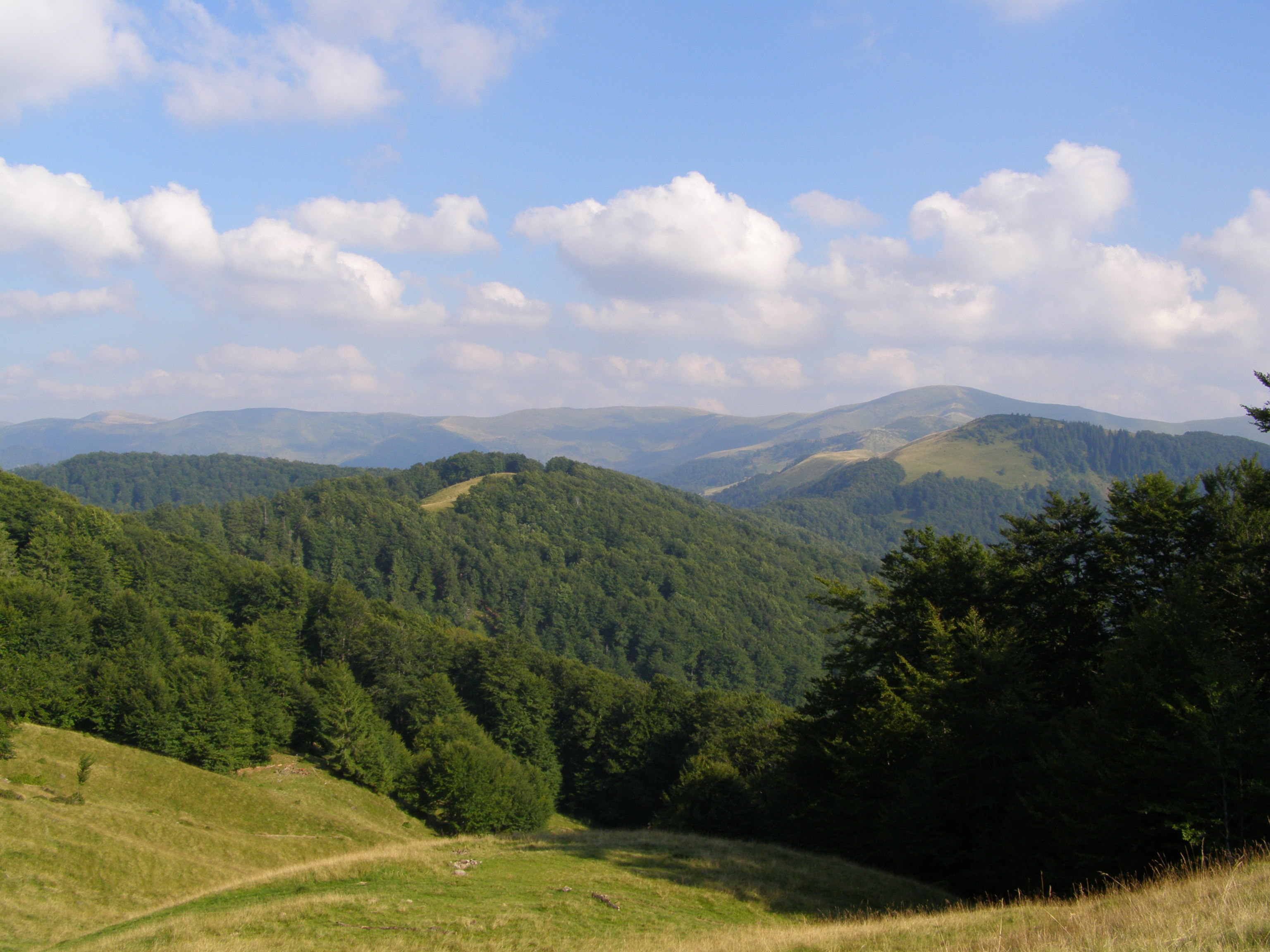

斯維多韋茨山脈是烏克蘭的山脈，位於該國西部外喀爾巴阡州，屬於東貝斯基德山脈的一部分，最高點布利津齊亞山海拔高度1,883米。